# Neuhaus (Amt Neuhaus)
Neuhaus (ⓘ, niederdeutsch Neehuus) ist ein Ortsteil der Gemeinde Amt Neuhaus in Niedersachsen und Sitz der Gemeinde.

## Geographie
Der Ort liegt 20 Kilometer östlich von Lüneburg und östlich der Krainke an der B 195.

## Geschichte
Nordwestlich des Zentrums befinden sich die Reste der Burg Neuhaus des Herzogtums Sachsen-Lauenburg.
Für das Jahr 1848 wird angegeben, dass der Flecken Neuhaus 87 Wohngebäude hatte, in denen 874 Einwohner lebten. Zu der Zeit war der Ort Pfarrsitz mit einer Kirche und einer Kapelle. Im Ort befanden sich zwei Schulen. Am 1. Dezember 1910 hatte Neuhaus unter dem Namen Neuhaus an der Elbe im Kreis Bleckede 1037 Einwohner. Von 1912 bis 1972 war Neuhaus an die Bahnstrecke Brahlstorf–Neuhaus angeschlossen. Nach der deutschen Wiedervereinigung wechselte der Ort am 30. Juni 1993 aus Mecklenburg-Vorpommern nach Niedersachsen in den Landkreis Lüneburg. Am 1. Oktober 1993 wurde Neuhaus in die neu gegründete Gemeinde Amt Neuhaus eingemeindet.

## Religion
In Neuhaus befindet sich ein jüdischer Friedhof, als einer von dreien im Landkreis.

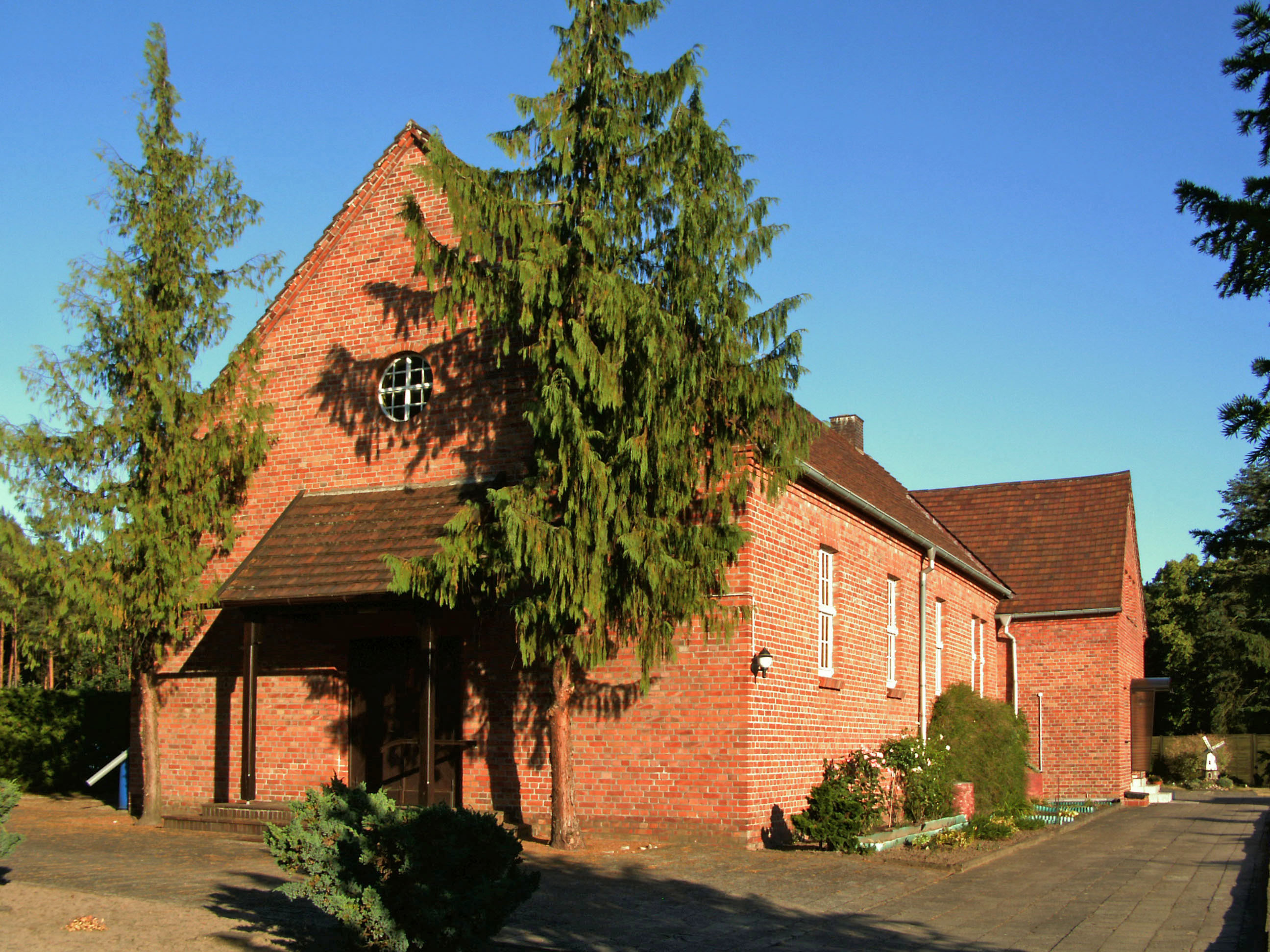
Kath. Kirche in Neuhaus

In Neuhaus gibt es je eine evangelische und katholische Kirche. Die evangelische Kirche, ausgeführt in Fachwerkbauweise, steht auf dem Kirchplatz. Ihre Kirchengemeinde gehört zum Kirchenkreis Bleckede im Sprengel Lüneburg.
Die katholische Kirche Mariä Himmelfahrt an der Kirchstraße wurde von Josef Fehlig konzipiert und 1951 vom Hildesheimer Bischof Joseph Godehard Machens geweiht. Sie gehörte auch während der DDR zum westdeutschen Bistum Hildesheim, war jedoch dem Apostolischen Administrator von Schwerin unterstellt. Heute gehört die Kirche zur Pfarrgemeinde St. Maria Königin vom hl. Rosenkranz in Bleckede.

## Söhne und Töchter der Gemeinde
- Carl Peters – Kolonialist und Gründer der Kolonie Deutsch-Ostafrika
- Jürgen Schult – ostdeutscher Diskuswerfer